# Francisco de Paula del Villar y Lozano

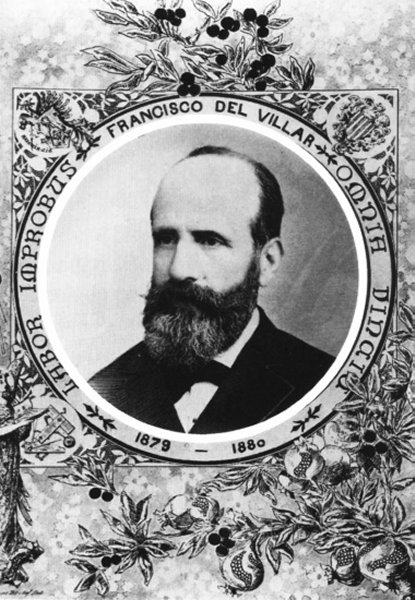
Francisco de Paula del Villar y Lozano

Francisco de Paula del Villar y Lozano (* 1828 in Murcia; † 1901 in Barcelona) war ein spanischer Architekt.

## Werdegang
Villar schloss sein Architekturstudium an der Academia de Bellas Artes de San Fernando in Madrid im Jahr 1852 ab und ließ sich im folgenden Jahr in Barcelona nieder, wo er Mitglied der heutigen Reial Acadèmia Catalana de Belles Arts de Sant Jordi wurde. 1854 entwarf er eine Reihe von Notkrankenhäusern für die Opfer der Cholera-Epidemie. Er war unter anderem Präsident des Architektenverbandes und Direktor der Hochschule für Architektur. Er restaurierte die Kirche Santa Maria del Pi, die Basílica de Santa Maria de Vilafranca und die Casa de Misericòrdia; er entwarf auch viele Pfarrkirchen und die Apsis der Basilika des Klosters von Montserrat, ein Auftrag, an dem Antoni Gaudí unter seiner Leitung mitarbeitete. Von 1874 bis 1892 war er Diözesanarchitekt und wurde von seinem Sohn Francesc de Paula del Villar i Carmona abgelöst.

## Sagrada Família
1877 wurde er von der Associació de Devots de Sant Josep beauftragt, die Kirche der Sagrada Família zu bauen. Von Villars neugotischem Entwurf wurde aber nur die Krypta gebaut. 1883 gab er das Projekt aufgrund von Meinungsverschiedenheiten mit Joan Martorell auf. Martorell empfahlt daraufhin Antoni Gaudi, der das Projekt übernahm und zu seinem Magnum Opus machte.